# 트리발리족
트리발리족(고대 그리스어: Τριβαλλοί Triballoí[*], 라틴어: Triballi)은 로마 오이스쿠스 지역인 불가리아 북부에서 세르비아 남동부까지, 아마도 철기 시대 후기에 모라바 계곡 근처까지 살았던 고대 민족이었다. 트리발리족은 동쪽으로는 트라키아인, 서쪽으로는 일리리아인, 북쪽으로는 켈트족 사이에 살았으며, 트라키아인들의 영향을 받았다. 따라서 동시대의 자료에서 그들은 독립 부족, 트라키아인, 일리리아인 또는 켈트족 부족으로 다양하게 묘사된다. 스트라본은 트리발리족을 트라키아인으로 여겼다. 대부분의 고대 자료에서는 트리발리족을 트라키아인으로 여겼고, 어떤 자료에서는 그들을 일리리아인으로 여겼다.
실제로 존재하던 민족인 트리발리족은 로마 역사가 아피아노스(서기 2세기)에 의해 마지막으로 언급되었다. 아피아노스에 따르면 트리발리족은 스코르디스키인과의 전쟁으로 인해 수적으로 줄어들었고, 다뉴브강 북쪽의 게타이족 사이로 도망친 후 별개의 민족으로서 멸종하였다.